# Gil Rémillard
Pour les articles homonymes, voir Rémillard.
Gil Rémillard, né le 25 novembre 1944 à Hull, est un juriste, professeur, homme politique et administrateur québécois.

## Biographie

### Études et début de carrière
Gilles Rémillard est le fils de Carmel Rémillard, hôtelier, et de Jeannine Desjardins. Il habite à Hull jusqu'à l'âge de huit ans puis sa famille s'installe à Baie-Saint-Paul. Il étudie à l'Université d'Ottawa, où il obtient un baccalauréat en philosophie en 1965 et une licence en droit en 1968. À l'Université de Nice, un diplôme d'études supérieures en droit public en 1970 et un doctorat d'État en droit constitutionnel en 1972. Il épouse Marie DuPont.
De 1972 à 1985, il est professeur de droit constitutionnel à l'Université Laval.
Il a aussi été avocat-conseil auprès de plusieurs ministères québécois et canadiens, notamment auprès du ministère des Communications du Québec de 1976 à 1979 et du ministère des Communications du Canada en 1983 et 1984. Il est également conseiller constitutionnel auprès du ministre fédéral de la Justice, John Crosbie, et du premier ministre du Canada, Brian Mulroney, en 1984 et 1985, ainsi qu'observateur spécial à l'Organisation des Nations unies (ONU) en 1985.

### Carrière politique
Lors de l'élection générale québécoise de 1985, il est élu député du Parti libéral à l'Assemblée nationale du Québec pour la circonscription de Jean-Talon. Il est ministre des Relations internationales, ministre délégué aux Affaires intergouvernementales, ministre de la Sécurité publique et ministre de la Justice dans le gouvernement libéral de Robert Bourassa. Il est réélu député lors de l'élection générale de 1989. En tant que ministre des Affaires intergouvernementales, il pilote les négociations préalables à l'Accord du Lac Meech, pour le Québec. En tant que ministre de la Justice, pendant plus de cinq ans, il a présidé à la réalisation du nouveau Code civil du Québec. Il ne se représente pas lors de l'élection générale de 1994.

### Professeur et administrateur
Il est, depuis 1994, professeur à l'École nationale d'administration publique, et avocat-conseil au sein du cabinet Dentons Canada S.E.N.C.R.L.
Gil Rémillard est le président fondateur du Forum économique international des Amériques (en) (1994), qui présente annuellement quatre conférences : la Conférence de Montréal (en), le Toronto Global Forum (en), le World Strategic Forum (en) qui se tient à Miami, et la Conférence de Paris.
Il est aussi le président et éditeur du magazine FORCES, une revue économique, en plus d'être membre de plusieurs conseils d'administration. 
Docteur Honoris Causa de la faculté de droit, d’économie et de science de l’Université d’Aix Marseille en 1990, il a reçu en 1994, la Médaille du Mérite du Barreau du Québec, en 2001 l’Ordre du Canada.  En 2007, Monsieur Rémillard a reçu le titre d'Avocat émérite du Barreau du Québec. En 2013, il reçoit le Prix Samuel-de-Champlain et un prix d'excellence de l'Université Saint-Paul.
En 2008, l'Université de Sherbrooke a nommé Gil Rémillard président du conseil d'administration.

## Distinctions

### Prix et récompenses
- 1990 : Doctorat honoris causa de l'Université Aix-Marseille III en Droits[9]
- 1994 : Médaille du Barreau du Québec
- 2002 : Médaille du jubilé de la Reine Elizabeth II

### Décorations
- Membre de l'ordre du Canada en 2001
- Chevalier de l'ordre national du Québec en 2004[9]
- Officier de la Légion d'honneur Il est fait chevalier par le Président de la République française Jacques Chirac, puis est promu officier en 2016[10]